# Homeomeries
Una homeomeria (en grec antic: ὁμοιομέρεια) és, segons la filosofia d'Anaxàgores, tota part elemental igual al conjunt que amb altres parts conforma, en què el tot compost per les parts és similar a les parts més elementals i indivisibles de la matèria. Dins de l'atomisme, un dels corrents filosòfics que circulaven durant el segle V aC en l'antiga Grècia, el concepte d'homeomeria va ser encunyat per Anaxàgores per a explicar la seva doctrina de la pluralitat infinita de realitats materials qualitativament diferents. Anaxàgores també es proposa ampliar les reflexions al voltant de les "llavors" (spermata, com les anomenava Anaxàgores).
Segons ho aclareix Murray Bookchin, en el seu llibre titulat L'ecologia de la llibertat, el sorgiment i la dissolució de la jerarquia, les homeomeries, de fet, "suposen una sofisticació filosòfica d'una visió més primitiva en la qual la substància de la terra és la terra mateixa, amb els seus minerals, flora, i fauna ".
El terme és utilitzat en la filosofia de la natura per diversos autors de l'antiguitat.